# 2022年巴黎枪击案
2022年12月23日，法国巴黎第十区昂吉安街库尔德文化中心发生大规模枪击事件，造成3死4伤。
调查者确信此事符合右翼恐怖主义的定义，同时犯罪嫌疑人承认自己的行为出于种族主义动机并声明自己“不喜歡库尔德人”。

## 背景
在20世纪末和21世纪初，已有穆斯林、基督徒、巴勒斯坦人、亚美尼亚人、分離主義、极左和极右意识形态的恐怖分子袭击過巴黎。袭击发生之际，右翼恐怖主义在法国正在抬头。

## 案发过程
12月23日清晨，犯人带着他的武器.45英寸口径的柯尔特45型自动手枪前往巴黎北部一个工人阶级社区圣-德尼，要去谋杀外国人。但因为那里人不多，而且当时他穿的衣服不方便给武器装子弹，犯人暫時放棄。随后他回到父母家，然后再出来，在中午前不久，去了一个库尔德文化中心的街区，并开了枪。枪击分别发生在巴黎第十区的库尔德文化中心、一家餐厅和一家理发店。一名目击者称，被指控的枪手先进入文化中心，然后进入餐厅，再进入理发店，随后被两名路人拦下。另一位称枪手在使用小口径手枪槍擊时沉默而冷静。犯人打算用完所有弹药，用最後一颗子弹自杀，但在一家理发店被几人阻止了，最后被警方逮捕。

## 受害者
事件造成三死三伤；一人重伤，另两人情况稳定。枪手在被捕前面部也受了伤。

## 被告人
据称肇事者是一名69岁的法国人，1953年出生于蒙特勒伊，曾供职于法国国家铁路。他曾于2021年因持剑袭击帐篷中的移民而被捕，并因“使用武器进行种族主义暴力”而接受调查。
当局认为犯案人的目的「明显是为了掠夺外国人」。12月23日，巴黎檢方表示嫌犯可能的種族主義動機將會納入調查。12月24日，兇手因健康原因被解除羁押、送往警方的精神病院。嫌犯承认「对外国人有病态仇恨」，12月25日，犯人离开警察总部的精神病院，并于12月26日被提交给一名预审法官。

## 后续
袭击发生后，巴黎检察官劳尔·贝库奥下令增加警察部队保护库尔德人聚居地和土耳其外交机构，他还要求法国总统和总理批准库尔德人的示威请求。12月23日，法国内政部长杰拉尔德·达尔马宁视察枪击现场时，警察与聚集的抗议者发生冲突，前者向抗议者发射催泪弹，抗议者大多为库尔德侨民。12月24日下午，数千名库尔德人前往共和广场，抗议巴黎枪击案。抗議者認為这起事件是针对库尔德团体的恐怖袭击，並且土耳其是枪击事件的幕后黑手。示威者很快与警方發生冲突。警察多次使用催泪瓦斯驱散人群。冲突导致31名警官和1名抗议者受伤，警方逮捕了11人，並將库尔德抗议者赶出巴士底广场。